# Liubou Charkashyna
Liubou Charkashyna (en russe : Любовь Черкашина) est une gymnaste rythmique biélorusse, née le 23 décembre 1987 à Brest en Biélorussie.

## Palmarès

### Jeux olympiques
- Londres 2012
  -  médaille de bronze au concours général individuel.

### Championnats du monde
- Montpellier 2011
  -  médaille d'argent au concours général par équipes.
  -  médaille de bronze au ballon.

- Moscou 2010
  -  médaille d'argent au concours général par équipes.

- Mie 2009
  -  médaille d'argent au concours général par équipes.

- Patras 2007
  -  médaille d'argent au concours général par équipes.

- Bakou 2005
  -  médaille de bronze au concours général par équipes.

- Budapest 2003
  -  médaille de bronze au concours général par équipes.

### Championnats d'Europe
- Minsk 2011
  -  médaille d'or au ballon.
  -  médaille d'or aux massues.
  -  médaille d'argent au concours général par équipes.
  -  médaille de bronze au cerceau.

- Moscou 2005
  -  médaille de bronze au concours général par équipes.